# Дейв Шульц (хокеїст)
Дейв Шульц (англ. Dave Schultz, нар. 14 жовтня 1949, Вальдгайм) — колишній канадський хокеїст, що грав на позиції крайнього нападника. Згодом — хокейний тренер.
Володар Кубка Стенлі. Провів понад 600 матчів у Національній хокейній лізі. 

## Ігрова кар'єра
Хокейну кар'єру розпочав 1969 року.
1969 року був обраний на драфті НХЛ під 52-м загальним номером командою «Філадельфія Флаєрс». 
Протягом професійної клубної ігрової кар'єри, що тривала 12 років, захищав кольори команд «Філадельфія Флаєрс», «Піттсбург Пінгвінс», «Лос-Анджелес Кінгс», «Баффало Сейбрс», «Квебек Ейсес», «Ричмонд Робінс», «Рочестер Американс» та «Салем Ребелс».
Загалом провів 608 матчів у НХЛ, включаючи 73 гри плей-оф Кубка Стенлі.

## Тренерська робота
1985 року розпочав тренерську роботу в НХЛ. Працював з командами нижчих ліг США та Канади.

## Нагороди та досягнення
- Володар Кубка Стенлі в складі «Філадельфія Флаєрс» — 1974, 1975.

## Статистика
| Сезон        | Клуб                 | Ліга         | Регулярний сезон | Регулярний сезон | Регулярний сезон | Регулярний сезон | Регулярний сезон | Плей-оф | Плей-оф | Плей-оф | Плей-оф | Плей-оф |
| Сезон        | Клуб                 | Ліга         | І                | Г                | П                | О                | ШХ               | І       | Г       | П       | О       | ШХ      |
| ------------ | -------------------- | ------------ | ---------------- | ---------------- | ---------------- | ---------------- | ---------------- | ------- | ------- | ------- | ------- | ------- |
| 1969–70      | «Салем Ребелс»       | СХЛ          | 67               | 32               | 37               | 69               | 356              | —       | —       | —       | —       | —       |
| 1969–70      | «Квебек Ейсес»       | АХЛ          | 8                | 0                | 0                | 0                | 13               | —       | —       | —       | —       | —       |
| 1970–71      | «Квебек Ейсес»       | АХЛ          | 71               | 14               | 23               | 37               | 382              | 1       | 0       | 0       | 0       | 15      |
| 1971–72      | «Ричмонд Робінс»     | АХЛ          | 76               | 18               | 28               | 46               | 392              | —       | —       | —       | —       | —       |
| 1971–72      | «Філадельфія Флаєрс» | НХЛ          | 1                | 0                | 0                | 0                | 0                | —       | —       | —       | —       | —       |
| 1972–73      | «Філадельфія Флаєрс» | НХЛ          | 76               | 9                | 12               | 21               | 259              | 11      | 1       | 0       | 1       | 51      |
| 1973–74      | «Філадельфія Флаєрс» | НХЛ          | 73               | 20               | 16               | 36               | 348              | 17      | 2       | 4       | 6       | 139     |
| 1974–75      | «Філадельфія Флаєрс» | НХЛ          | 76               | 9                | 17               | 26               | 472              | 17      | 2       | 3       | 5       | 83      |
| 1975–76      | «Філадельфія Флаєрс» | НХЛ          | 71               | 13               | 19               | 32               | 307              | 16      | 2       | 2       | 4       | 90      |
| 1976–77      | «Лос-Анджелес Кінгс» | НХЛ          | 76               | 10               | 20               | 30               | 232              | 9       | 1       | 1       | 2       | 45      |
| 1977–78      | «Лос-Анджелес Кінгс» | НХЛ          | 8                | 2                | 0                | 2                | 27               | —       | —       | —       | —       | —       |
| 1977–78      | «Піттсбург Пінгвінс» | НХЛ          | 66               | 9                | 25               | 34               | 378              | —       | —       | —       | —       | —       |
| 1978–79      | «Піттсбург Пінгвінс» | НХЛ          | 47               | 4                | 9                | 13               | 157              | —       | —       | —       | —       | —       |
| 1978–79      | «Баффало Сейбрс»     | НХЛ          | 28               | 2                | 3                | 5                | 86               | 3       | 0       | 2       | 2       | 4       |
| 1979–80      | «Баффало Сейбрс»     | НХЛ          | 13               | 1                | 0                | 1                | 28               | —       | —       | —       | —       | —       |
| 1979–80      | «Рочестер Американс» | АХЛ          | 56               | 10               | 14               | 24               | 248              | 4       | 1       | 0       | 1       | 12      |
| Усього в НХЛ | Усього в НХЛ         | Усього в НХЛ | 535              | 79               | 121              | 200              | 2294             | 73      | 8       | 12      | 20      | 412     |

## Тренерська статистика
| Команда                 | Сезон     | Ліга | Регулярний сезон | Регулярний сезон | Регулярний сезон | Регулярний сезон | Регулярний сезон | Плей-оф              |
| Команда                 | Сезон     | Ліга | І                | В                | П                | Н                | ПОТ              | Результат            |
| ----------------------- | --------- | ---- | ---------------- | ---------------- | ---------------- | ---------------- | ---------------- | -------------------- |
| «Нью-Йорк»              | 1985–1986 | ТХЛ  | 59               | 21               | 38               | 0                | 0                | Не пройшли в плей-оф |
| «Медісон Монстерс»      | 1996–1997 | ХЛСШ | 74               | 46               | 21               | 0                | 7                | Програш в плей-оф    |
| «Батон-Руж Кінгфіш»     | 1997–1998 | ХЛСУ | 59               | 26               | 24               | 9                | 0                | Не пройшли в плей-оф |
| «Могаук Веллі Праулерс» | 1998-1999 | ХЛСШ |                  |                  |                  |                  |                  |                      |
| «Ельміра Джекалс»       | 2004-2005 | ХЛСШ | 21               | 5                | 16               | 0                | 0                | Не пройшли в плей-оф |